# Frans Sammut

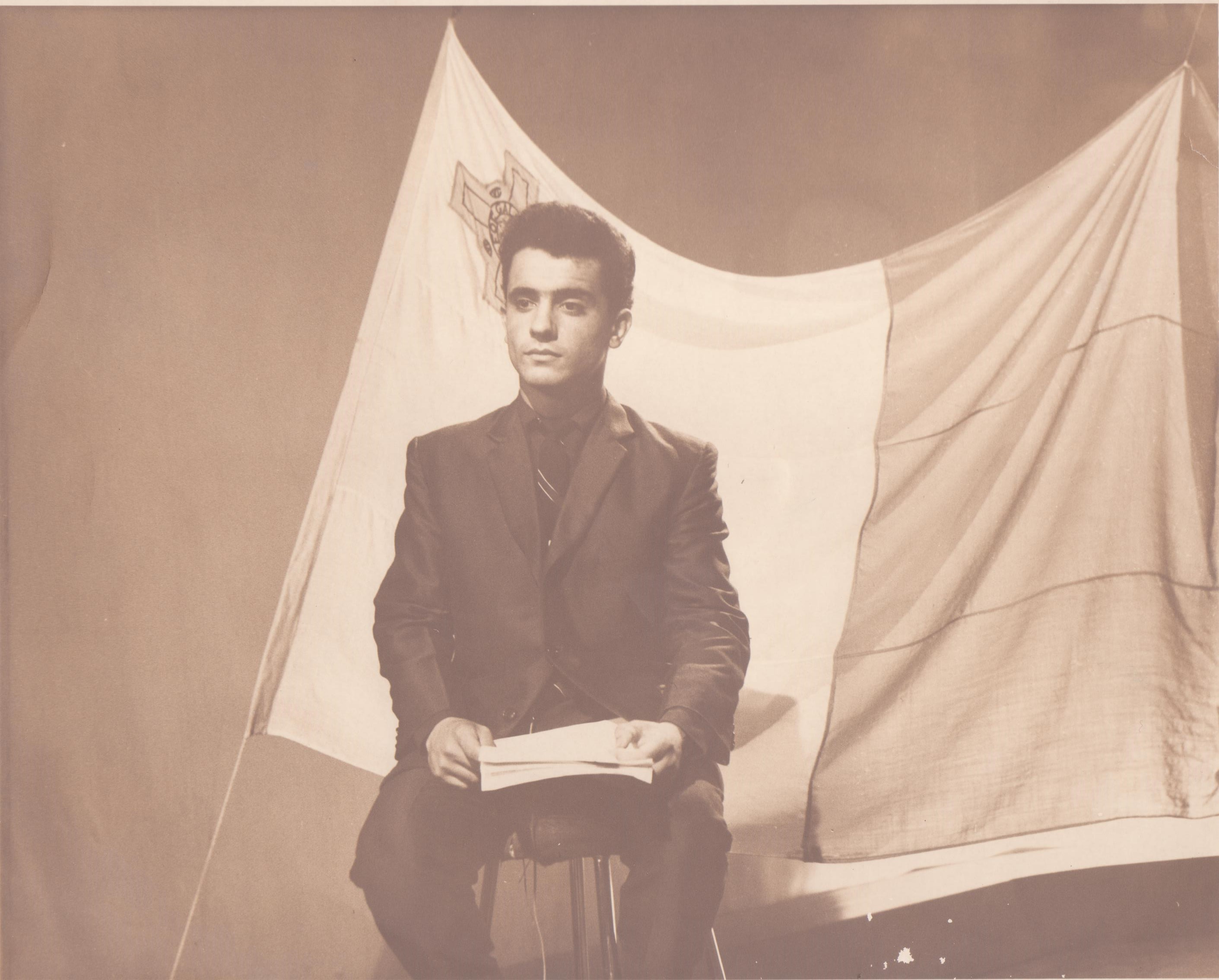
Malta's Modern National Author, Frans Sammut, and the Maltese Flag - late 1960s/early 1970s

Frans Sammut, född 9 november 1945, död 4 maj 2011) var en maltesisk novell- och romanförfattare.

## Liv
Frans Sammut föddes i Zebbug på Malta. Han studerade vid Zebbugs Primary School, St Aloysius College, på lärarutbildningen vid St Michaels Teacher Training College, vid Maltas universitet (B.A., S.Th.Dip./examen i teologi, M.Ed.) och vid universitet i Perugia i Italien i syfte att undervisa italienska utomlands. 
Sammuts verk blev först kända under senare delen av 1960-talet när han var med och grundade ”rörelsen för litterärt återupplivande”, Moviment Qawmien Letterarju. Senare tjänstgjorde han som sekreterare för den maltesiska språkakademin Akkademja tal-Malti och mellan 1996 och 1998 var Sammut kulturrådgivare åt Maltas premiärminister. Under 2010 valdes han in som medlem i det internationella Napoleonsällskapet, International Napoleonic Society.
Sammut avslutade sin karriär som rektor inom utbildningsväsendet. 
Han var gift med Catherine Cachia och de fick tillsammans två söner, Mark och Jean-Pierre. 

## Författarskap

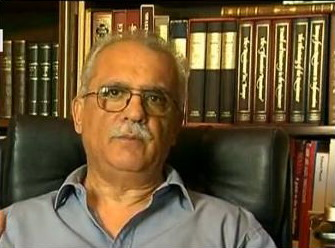
Frans Sammut i mitten av 2010

Sammut publicerade en rad verk varav de mest kända är succéromanen Il-Gaġġa(Buren) som filmatiserades 1971 under titeln Gaġġa och regisserades av Mario Azzopardi, Samuraj som vann Rothman-priset, Paceville, som vann regeringens litteraturmedalj  och Il-Holma Maltija (Den maltesiska drömmen) som litteraturkritikern Norbert Ellul-Vincenti recenserat med orden "det finns inget av samma storhet i maltesisk litteratur." Tidigare premiärminister och dramaförfattaren Alfred Sant betraktade samma verk som “ Sammuts mästerverk” och brittiska författaren och poeten Marjorie Boulton kallade det "ett kolossalt verk".
Sammut gav även ut en rad kortare noveller: Labirint (Labyrinten), Newbiet (Årstider), and Hrejjef Zminijietna (Berättelser av vår tid).
Hans icke skönlitterära verk omfattar Ir-Rivoluzzjoni Franciza: il-Grajja u t-Tifsira (Franska revolutionen: historia och betydelse), Bonaparti f'Malta (Bonaparte på Malta), vars franska översättning, Bonaparte à Malte, gavs ut 2008. 

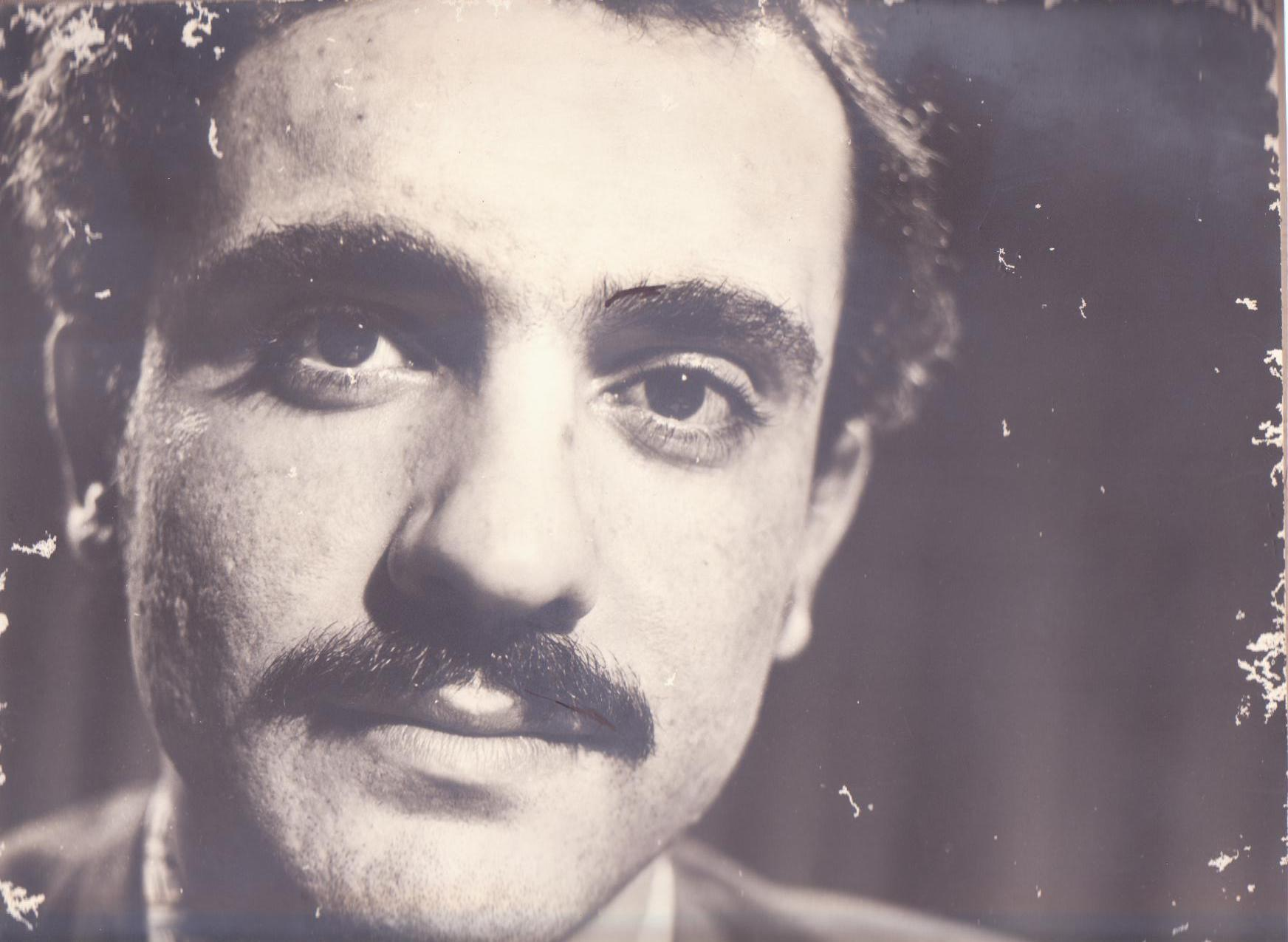
Frans Sammut, 1970.

2006 skrev Sammut On The Da Vinci Code, en tvåspråkig kommentar på engelska och maltesiska av den internationella succéromanen. 
Han redigerade även Mikiel Anton Vassallis verk Lexicon. Vassalli (död 1829) anses vara det maltesiska språkets fader. 2006 publicerades Sammuts översättning av Vassallis Motti, Aforismi e Proverbii Maltesi (Maltesiska axiom, aforismer och ordspråk) under titeln Ghajdun il-Ghaqal, Kliem il-Gherf u Qwiel Maltin. Verket Il-Holma Maltija översatt som La Malta Revo) representerade Malta i Esperanto-samlingen av klassiska litterära verk som gavs ut av Mondial Books i New York 2007. Året efter publicerades Il-Gagga för femte gången och 2009 presenterade Sammut en revolutionerande omarbetning av Pietru Caxaros dikt Xidew il-qada (även känd som Il-Kantilena), det äldsta skrivna dokumentet i det maltesiska språket.
Sammut översatte även viktiga teaterverk: Racines Phedre (Fedra) (1978) (1978) och Maxim Gorkis Erwieh fil-Qiegha (The Lower Depths), vilka båda spelades på Manoel-teatern under ledning av poeten Mario Azzopardi
.
Peter Serracino Inglott, tidigare rektor för Maltas universitet, professor i filosofi och Maltas främste intellektuelle, har sagt:
"Sammuts begåvning ligger i hans förmåga att likt en voltairistisk gycklare beklä en historisk karaktär med en sorts karnevalisk mask som, ironiskt nog, är större än själva livet. Läsaren ges möjligheten att, likt en medbrottsling, få njuta av personligheternas många sidor som annars vanligtvis beskrivs med gränslös vördnad. Man ler i samförstånd åt deras tvivel, tafatthet och undanflykter. Det stilistiska bytet från historiskt berättande till fiktion är kanske den största utmaningen som en översättare kan ställas inför."

## Sista ord
Frans Sammuts sista ord blev: Min fru och jag ska åka till Jerusalem men det ser ut som att planerna har ändrats. Jag åker nu till det gudomliga Jerusalem istället."
Serracino Inglott reagerade på följande sätt på dessa ord: "Jag insåg då att ibland är tårar och skratt utbytbara."

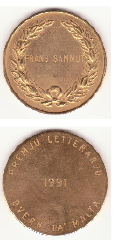
Government of Malta Literary Prize given to Frans Sammut in 1991 for the novel Paceville

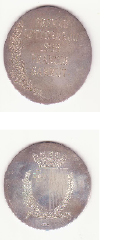
Government of Malta Literary Prize given to Frans Sammut in 1995 for Il-Ħolma Maltija